# 31 de marzo
El 31 de marzo es el 90.º (nonagésimo) día del año en el calendario gregoriano y el 91.ᵉʳ (nonagésimo primero) en los años bisiestos. Quedan 275 días para finalizar el año.

## Acontecimientos
- 307: en Bizancio (Imperio romano de Oriente), el emperador Constantino I se divorcia de su esposa Minervina para casarse con Fausta, hija del emperador romano retirado Maximiano.
- 1146: en Francia, unos 220 km al sureste de París, Bernardo de Claraval predica su famoso sermón en un campo de Vezelay, instando a la necesidad de una Segunda Cruzada. El rey Luis VII está presente y se une a la cruzada.
- 1258: en la Colegiata de Santa María de Valladolid (España) se celebra el matrimonio del infante Felipe de Castilla con la princesa Cristina de Noruega.
- 1492: en Granada (España), los Reyes Católicos firman el Edicto de Granada, ordenando a los 150 000 judíos y musulmanes que vivían en el Reino de Granada convertirse al catolicismo o afrontar la expulsión. Posteriormente otros doce reinos de la península ibérica harán lo mismo.
- 1521: en la isla Limasawa (130 km al este de la actual ciudad de Cebú y la isla de Mactan) Fernando de Magallanes y cincuenta de sus hombres desembarcaron para participar en la primera misa en Filipinas.
- 1578: en España es asesinado Juan de Escobedo, secretario del hermanastro del rey don Juan de Austria.
- 1561: en Venezuela, el militar español Juan Maldonado funda la villa de San Cristóbal (Venezuela).
- 1621: Felipe IV es proclamado rey de España y Portugal.
- 1650: en el sur del Perú, un terremoto destruye la ciudad de Cusco ―la excapital del ex Imperio incaico―, dejando un saldo de 5000 muertos.
- 1657: en Londres, el Parlamento Largo presenta la Petición y Consejo Humilde, ofreciendo a Oliver Cromwell el trono británico, quien finalmente lo rechaza.
- 1678: en España, el rey Carlos II expide una real cédula por medio de la cual se adopta el escudo de Medellín (Colombia).
- 1706: finaliza la última sesión de historia de las Cortes Catalanas, órgano parlamentario del Principado de Cataluña. La modernización constitucional de Cataluña aprobada por las Cortes pretende mejorar la garantía de los derechos individuales, políticos y económicos (entre ellos, el secreto de la correspondencia).
- 1717: un sermón sobre "La naturaleza del Reino de Cristo" de Benjamin Hoadly, obispo de Bangor, predicado en presencia del rey Jorge I de Gran Bretaña, provoca la controversia bangoriana.
- 1761: poco después del mediodía se registra un terremoto de 8.5 en Lisboa que provoca un tsunami. Seis años antes, otro terremoto había destruido la ciudad.
- 1774: en la región de Massachusetts ―en el marco de la independencia de Estados Unidos― el Imperio británico ordena el cierre del puerto de Boston, de conformidad con la Ley del Puerto de Boston.
- 1814: en Francia, la Sexta Coalición ocupa París después de que capitula la Grande Armée de Napoleón.
- 1817: en Chile retornan los 81 independentistas desterrados a Juan Fernández por los españoles. Entre ellos venía don Ignacio de la Carrera, padre del Prócer José Miguel Carrera. El retorno tuvo lugar en el puerto de Valparaíso.
- 1818: en la villa de San Carlos (en la provincia argentina de Corrientes) ―en el marco de la invasión lusobrasileña― se libra el primero de los cuatro días de la batalla de San Carlos, en la que los portugueses (liderados por el carioca Francisco das Chagas Santos) vencerán a los argentinos (liderados por el guaraní Andresito Guasurarí y Artigas).
- 1839: en la actual provincia de Entre Ríos, los unitarios se enfrentan con los federales en la batalla de Pago Largo.
- 1847: en el estado de Veracruz (México) ―en el marco de la Intervención estadounidense en México― capitula el puerto de Alvarado.
- 1854: en la ciudad japonesa de Edo (hoy Tokio), el comodoro Matthew Perry (en representación de Estados Unidos) firma la Convención de Kanagawa con el shogunato Tokugawa, abriendo los puertos de Shimoda y Hakodate al comercio estadounidense.
- 1866: en Chile ―durante la Guerra hispano-sudamericana― la Armada de España bombardea el puerto de Valparaíso.
- 1885: el Imperio británico establece el «Protectorado» de Bechuanalandia.
- 1899: en la Primera República de Filipinas ―en el marco de la invasión estadounidense―, el ejército estadounidense invade su primera capital, Malolos.
- 1889: en París se inaugura la torre Eiffel.
- 1901: en el Nuevo Teatro Alemán (desde 1945, la Ópera Estatal de Praga) se estrena Rusalka de Antonín Dvořák.
- 1905: en Alemania, el káiser  Guillermo II declara su apoyo a la independencia de Marruecos en Tánger. Se inicia la Primera Crisis de Marruecos.
- 1906: en Estados Unidos se establece la Asociación Atlética Intercolegial (más tarde la Asociación Atlética Colegiada Nacional) para establecer reglas para los deportes universitarios en Estados Unidos.
- 1909: en el marco de la crisis de Bosnia, Serbia retira formalmente su oposición a las acciones austrohúngaras.
- 1909: en Liverpool (Inglaterra) comienza la construcción del RMS Titanic, completado justo tres años después.
- 1913: en Viena (Austria), la Sociedad de Conciertos se amotina durante una interpretación de música «modernista» de Arnold Schoenberg, Alban Berg, Alexander von Zemlinsky y Anton von Webern, provocando un final prematuro del concierto debido a la violencia; este concierto pasó a ser conocido como el Skandalkonzert (‘el concierto del escándalo’).
- 1917: en el mar Caribe, según los términos del Tratado de las Indias Occidentales Danesas, las islas pasan a ser posesiones de Estados Unidos.
- 1918: la masacre de azerbaiyanos étnicos es cometida por grupos armados aliados de y los bolcheviques.
- 1918: en Bakú (Azerbaiyán), la Federación Revolucionaria Armenia (de ideología bolche) comienza el primero de los tres días de los Acontecimientos de marzo: asesinan a casi 12 000 civiles musulmanes.
- 1918: en Estados Unidos entra en vigor por primera vez el horario de verano.
- 1921: se forma la Real Fuerza Aérea Australiana.
- 1926: en el barrio estambulí de Gálata (Turquía), adeptos de la Iglesia Ortodoxa Turca se apropian de la iglesia grecoortodoxa del Cristo Salvador (Sotiros Christos) que en 1948 fue devuelta por el gobierno turco al Patriarcado Ecuménico.
- 1930: en Estados Unidos se instituye (hasta 1968) el Código de Producción Cinematográfica, que impone directrices estrictas sobre el tratamiento del sexo, el crimen, la religión y la violencia en el cine.
- 1931: en Managua (capital de Nicaragua) a las 10:23 a. m. hora local un terremoto de magnitud 6,0 en la escala sismológica de Richter, destruye la ciudad, causando más de 2000 muertos.
- 1931: en el estado de Kansas (EE. UU.) se estrella un avión de Transcontinental & Western Air cerca de la ciudad de Bazaar, matando a ocho personas, incluido Knute Rockne, entrenador de fútbol de la Universidad de Notre Dame.
- 1933: en Estados Unidos ―en el marco de la Gran Depresión― el presidente Franklin D. Roosevelt establece el Cuerpo Civil de Conservación con la misión de aliviar el catastrófico desempleo.
- 1938: en la provincia de Shandong, a 690 km al sur de Pekín (China) ―en el marco de la segunda guerra sino-japonesa (1937-1945)― continúa la Batalla de Taierzhuang (24 de marzo a 7 de abril de 1938), en que el ejército de la República de China vencerá al ejército del Imperio del Japón. Se trata de la primera gran victoria china de la guerra. Humilló al ejército japonés y destrozó para siempre su reputación como «fuerza invencible».
- 1939: en España ―en el marco de la Guerra Civil― son ocupadas por el bando sublevado las últimas ciudades republicanas: Almería, Murcia y Cartagena.
- 1939: como precedente a la Segunda Guerra Mundial (1939-1945) en Europa, el primer ministro británico Neville Chamberlain promete apoyo militar a la Segunda República Polaca en caso de que la Alemania nazi invada Polonia.
- 1942: en el océano Índico, 430 km al sur de Yakarta ―en el marco de la Segunda Guerra Mundial (1939-1945)― las fuerzas japonesas invaden la isla de Navidad, entonces posesión británica.
- 1945: en el marco de la Segunda Guerra Mundial (1939-1945), un piloto alemán desertor entrega a los estadounidenses un Messerschmitt Me 262A-1, el primer avión de combate a reacción operativo del mundo. Es el primero en caer en manos aliadas.
- 1949: el Dominio de Terranova se une a la Confederación Canadiense y se convierte en la décima provincia de ese país.
- 1951: en Estados Unidos, Remington Rand entrega la primera computadora UNIVAC I a la Oficina del Censo.
- 1953: en el Sitio de pruebas de Nevada, Estados Unidos detona la bomba atómica Ruth, de 0,2 kilotones. Es la tercera bomba (de once) de la operación Upshot-Knothole. Ruth fue la primera bomba del UCRL (laboratorio nacional Lawrence Livermore); fue una bomba de hidrido de uranio, pero fue una bomba fallida (fizzle, una bomba que genera mucho menos potencia de la esperada).
- 1957: en la colonia francesa Alto Volta se realizan elecciones a la Asamblea Territorial. Después de las elecciones, el PDU y el MDV forman gobierno.
- 1958: en Canadá, en las elecciones federales los conservadores progresistas, liderados por John Diefenbaker, obtienen el mayor porcentaje de escaños en la historia de Canadá, con 208 escaños de 265.
- 1959: en la frontera entre China y la India, el dalái lama Tenzin Gyatso (23), rey del Tïbet, cruza la frontera hacia la India y obtiene asilo político.
- 1964: el general brasileño Olímpio Mourão Filho ordena a sus tropas avanzar hacia Río de Janeiro, iniciando el golpe de Estado y 21 años de dictadura militar.
- 1966: la Unión Soviética lanza hacia la Luna su sonda Luna 10, que se convertirá en la primera sonda espacial en entrar en órbita alrededor de la Luna.
- 1966: en el Reino Unido, el Partido Laborista dirigido por Harold Wilson gana las elecciones generales.
- 1968: en Matagalpa (Nicaragua) es ordenado como Obispo auxiliar de la diócesis de Matagalpa monseñor Miguel Obando y Bravo, S.D.B. Quien dos años después, en 1970, será nombrado Arzobispo de Managua y en 1985 será elevado a Cardenal.
- 1968: en Estados Unidos, el presidente Lyndon B. Johnson habla a la nación de «Pasos para limitar la guerra en Vietnam» en un discurso televisivo. Al concluir su discurso, anuncia: «No buscaré ni aceptaré el nombramiento de mi partido para un nuevo mandato como su presidente».
- 1970: después de 12 años, el satélite estadounidense Explorer 1 reingresa en la atmósfera terrestre.
- 1974: en el circuito de Kyalami (Sudáfrica), el corredor argentino Carlos Reutemann gana el Gran Premio de Sudáfrica de Fórmula 1.
- 1979: en Jerusalén, la canción Hallellujah de Gali Atari y Milk and Honey ganan por Israel la XXIV Edición de Eurovisión.
- 1980: la empresa Ferrocarril de Chicago, Rock Island y Pacific opera su último tren después de que se le ordenó liquidar sus activos debido a la quiebra y las deudas contraídas con los acreedores.
- 1983: en Colombia, un terremoto destruye la ciudad de Popayán.
- 1986: cerca del pueblo mexicano de Maravatío, en la Sierra Madre Oriental, al noroeste de la Ciudad de México, un avión Boeing 727 de Mexicana de Aviación se incendia rumbo a Puerto Vallarta y se estrella. Mueren 167 personas.
- 1986: 23 km al suroeste de Londres, un incendio daña el palacio histórico de Hampton Court.
- 1990: en Santiago de Chile, el cantautor cubano Silvio Rodríguez ofrece un concierto ante 75 000 personas en el Estadio Nacional, el mismo que el dictador Augusto Pinochet convirtió en campo de concentración y tortura ―donde pasaron más de 40 000 personas―, y donde hizo torturar a cientos de personas.
- 1990: Aproximadamente 200 000 manifestantes salen a las calles de Londres para protestar contra el recién introducido impuesto Poll Tax.
- 1991: en Europa se disuelve formalmente el Pacto de Varsovia.
- 1991: En Georgia se realiza el referéndum sobre la independencia casi el 99 por ciento de los votantes apoyan la independencia del país de la Unión Soviética.
- 1992: en Moscú se firma el Tratado de Federación, que crea la Federación Rusa.
- 1992: la banda británica de hard rock Def Leppard, lanza al mercado su quinto álbum de estudio titulado Adrenalize.
- 1992: la cantante canadiense Céline Dion, lanza al mercado su 11.º álbum de estudio homónimo y segundo realizado en inglés titulado Céline Dion, tras el éxito anterior de Unison (1990).
- 1992: en Long Beach (California) es dado de baja el USS Missouri, el último acorazado activo de la Armada de los Estados Unidos.
- 1993: En Pekín (China), el Octavo Congreso Nacional Popular de China adopta la Ley Básica de Macao, que reanuda el ejercicio de la soberanía china sobre Macao y entrará en vigor el 20 de diciembre de 1999.
- 1995: en la ciudad de Corpus Christi (estado de Texas), la cantante de tex-mex Selena (23) es asesinada por la presidenta de su club de fanes, Yolanda Saldívar (35).
- 1995: en Rumania, el vuelo 371 de TAROM, un Airbus A310-300, se estrella cerca de Balotesti, matando a las 60 personas a bordo.
- 1997: en la estación de Huarte-Araquil (Navarra, España) se produce un accidente ferroviario causando 18 muertos y entre 80 y 100 heridos.
- 1998: en Estados Unidos, la empresa Netscape publica el código fuente del software Mozilla bajo una licencia de código abierto.
- 1998: según la secta taiwanesa chen tao (1993-2001), a las 0:01 h, Dios se podría ver en el canal 18 en todos los televisores de Estados Unidos, sin importar si el televidente tenía servicio de cable), dando inicio al fin del mundo
- 1999: en Andalucía (España) se aprueba la Ley de Atención a las Personas con Discapacidad.
- 1999: en Chile, Radio Minería termina sus transmisiones, después de 57 años de existencia.
- 2002: en Tenerife (Canarias), el área metropolitana de Santa Cruz de Tenerife resulta afectada por unas lluvias torrenciales, produciendo pérdidas tanto de viviendas como de vidas humanas.
- 2004: en Faluya (Irak) ―en el marco de la invasión estadounidense en Irak― militantes nacionalistas emboscan y asesinan a cuatro «contratistas» privados (‘mercenarios’) estadounidenses que trabajan para Blackwater USA.
- 2005: en Valencia, el servicio de Cercanías entre Riba-Roja de Túria y Quart de Poblet se suspende de forma definitiva.
- 2007: en México, por iniciativa de la cadena Televisa, se celebra por primera vez el Día del Taco, esto con el fin de reconocer y dedicarle un día a este platillo importante de la gastronomía mexicana.
- 2015: en Argentina, hubo un paro nacional (cuarto paro en contra del gobierno de Cristina Fernández de Kirchner).
- 2016: el cosmonauta de Roscosmos Mijaíl Korniyenko (55) y el astronauta de la NASA Scott Kelly (52) regresan a la Tierra después de una misión de un año en la Estación Espacial Internacional.
- 2017: en Colombia, una avalancha por el desbordamiento de tres ríos arrasa 17 barrios de la ciudad de Mocoa, departamento de Putumayo, dejando más de 200 muertos.
- 2018: empieza de la revolución armenia de 2018.
- 2021: Nintendo dice adiós a los juegos de 35 aniversario de la Saga de Super Mario en la Nintendo Switch
- 2022: en la madrugada a las 12:00 Disney Cierra sus canales en América Latina y Brasil, Disney XD, Nat Geo Kids, FXM, Nat Geo Wild y Star Life y Disney Junior en Brasil
- 2023: en el medio oeste de Estados Unidos se produce un brote histórico de tornados.

## Nacimientos
- 250: Constancio Cloro, emperador de Roma entre el 305 y el 306 (f. 306).
- 1360: Felipa de Lancaster, reina de Portugal (f. 1415).
- 1373: Catalina de Lancáster, reina española (f. 1418).
- 1425: Bianca Maria Visconti, aristócrata milanesa (f. 1468).
- 1499: Pío IV, papa católico (f. 1565).
- 1519: Enrique II, rey francés (f. 1559).
- 1536: Ashikaga Yoshiteru, shogun japonés (f. 1565).
- 1592: Benito Daza de Valdés, optimetrista español (f. 1634).
- 1596: René Descartes, matemático y filósofo francés (f. 1650).
- 1621: Andrew Marvell, poeta británico (f. 1678).
- 1675: Benedicto XIV, papa entre 1740 y 1758 (f. 1758).
- 1684: Francesco Durante, compositor y pedagogo italiano (f. 1755).
- 1685: Johann Sebastian Bach, compositor alemán (f. 1750).
- 1718: Mariana Victoria de Borbón, infanta española (f. 1781).
- 1723: Federico V, rey danés entre 1746 y 1776 (f. 1776).
- 1730: Étienne Bézout, matemático francés (f. 1783).
- 1732: Joseph Haydn, compositor austríaco (f. 1809).
- 1777: Charles Cagniard de la Tour, físico e ingeniero francés (f. 1859).
- 1778: Coenraad Jacob Temminck, naturalista y zoólogo neerlandés (f. 1858).
- 1788: Nangklao, rey tailandés (f. 1851).
- 1809: Edward FitzGerald, escritor, traductor e hispanista británico (f. 1883).
- 1813: Félix María Zuloaga, militar y político mexicano (f. 1898).
- 1819: Chlodwig zu Hohenlohe, canciller y aristócrata alemán (f. 1901).
- 1821: Fritz Müller, naturalista y biólogo alemán (f. 1897).
- 1843: Bernhard Förster, escritor alemán (f. 1889).
- 1844: Andrew Lang, escritor británico (f. 1912).
- 1845: Amós Salvador Rodrigáñez, ingeniero y político español (f. 1922).
- 1847: Yegor Ivanovich Zolotarev, matemático ruso (f. 1878).
- 1856: José Benjamín Zubiaur, educador argentino (f. 1921).
- 1870: James Cox, político estadounidense (f. 1957).
- 1871: Arthur Griffith, político y presidente irlandés (f. 1922).
- 1872: Alexandra Kollontai, socialista, revolucionaria y feminista rusa (f. 1952).
- 1872: Serguéi Diáguilev, empresario ruso, fundador de los Ballets Rusos (f. 1929).
- 1878: Jack Johnson, boxeador estadounidense, primer peso pesado de raza negra en ser campeón mundial (f. 1946).
- 1884: Adriaan van Maanen, astrónomo neerlando-estadounidense (f. 1946).
- 1885: Jules Pascin, pintor búlgaro-estadounidense (f. 1930).
- 1887: José María Usandizaga, compositor y pianista español (f. 1915).
- 1888: Juan Luis Beigbeder, militar y político español (f. 1957).
- 1890: Sir William Lawrence Bragg, físico británico, premio nobel de física en 1915 (f. 1971).
- 1892: Stanisław Maczek, militar polaco (f. 1994).
- 1893: Clemens Krauss, director de orquesta y músico austriaco (f. 1954).
- 1894: José Sinués y Urbiola, economista y político español (f. 1965).
- 1895: Martín Ramírez, pintor mexicano (f. 1963).
- 1896: Melitón Pedraza y Pereyra, empresario y político argentino (f. 1957).
- 1899: Franz Völker, tenor alemán (f. 1965).
- 1899: Lavrenti Beria, político soviético (f. 1953).
- 1900: Enrique de Gloucester, aristócrata británico (f. 1974).
- 1905: Robert Stevenson, cineasta británico (f. 1986).
- 1906: Shin'ichirō Tomonaga, físico japonés, premio nobel de física en 1965 (f. 1979).
- 1908: Red Norvo, músico estadounidense de jazz (f. 1999).
- 1908: José de Jesús Tirado y Pedraza, obispo mexicano, 9° arzobispo de Monterrey (f. 1983).
- 1909: Robert Brasillach, escritor, crítico de cine y periodista francés (f. 1945).
- 1911: Robert Hamer, cineasta británico (f. 1963).
- 1912: Roberto Meléndez, futbolista y entrenador colombiano (f. 2000).
- 1914: Octavio Paz, escritor mexicano, premio nobel de literatura en 1990 (f. 1998).
- 1915: Sixto Palavecino, músico y cantante de folclore argentino (f. 2009).
- 1915: Shōichi Yokoi, militar japonés (f. 1997).
- 1916: Dora Ferreiro, actriz argentina (f. 2011).
- 1918: Ted Post, director de cine y televisión estadounidense (f. 2013).
- 1920: María Smírnova, aviadora soviética (f. 2002).
- 1922: Richard Kiley, actor estadounidense (f.1999).
- 1923: Antonio Ubieto Arteta, historiador y filólogo español (f. 1990).
- 1926: John Fowles, novelista y ensayista británico (f. 2005).
- 1927: Alfonso Arana, pintor puertorriqueño (f. 2005).
- 1927: César Chávez, activista laboral mexicano-estadounidense (f. 1993).
- 1928: Morihiro Saitō, profesor de artes marciales japonés (f. 2002).
- 1929: Liz Claiborne, diseñadora estadounidense (f. 2007).
- 1929: Gene Puerling, arreglista vocal y cantante estadounidense (f. 2008).
- 1930: Vicente Nebrada, coreógrafo y bailarín venezolano (f. 2002).
- 1932: Nagisa Ōshima, cineasta japonés (f. 2013).
- 1932: Antonio Serrano Ocaña, futbolista español.
- 1933: Nichita Stănescu, poeta rumano (f. 1983).
- 1934: Richard Chamberlain, actor estadounidense (f. 2025)
- 1934: Shirley Jones, actriz estadounidense.
- 1934: Carlo Rubbia, físico italiano, premio nobel de física en 1984.
- 1935: Herb Alpert, trompetista estadounidense.
- 1939: Zviad Gamsajurdia, presidente georgiano (f. 1993).
- 1939: Volker Schlöndorff, cineasta alemán.
- 1939: Karl-Heinz Schnellinger, futbolista alemán.
- 1941: Mirla Castellanos, cantante venezolana
- 1943: Christopher Walken, actor estadounidense.

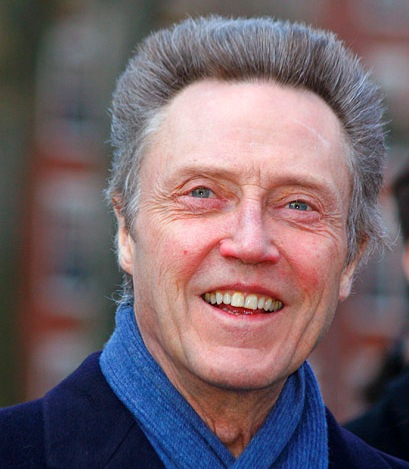

- 1943: Roy Andersson, cineasta sueco.
- 1945: Jovino Novoa, abogado y político chileno (f. 2021).
- 1947: César Gaviria, político colombiano.
- 1947: Eliyahu M. Goldratt, físico y autor de la teoría de restricciones (f. 2011).
- 1948: Al Gore, político, empresario y periodista estadounidense, premio nobel de la paz en 2007.
- 1948: Norma Morandini, periodista y política argentina.
- 1948: Enrique Vila-Matas, escritor español.
- 1948: Rhea Perlman, actriz estadounidense.
- 1950: Jorge Oñate, músico colombiano de vallenato (f. 2021).

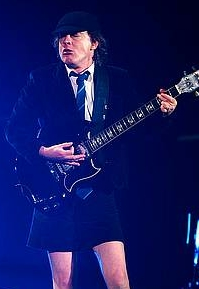
Angus Young

- 1950: Ed Marinaro, jugador de fútbol americano y actor estadounidense.
- 1950: Yoshifumi Kondō, animador japonés (f. 1998).
- 1952: Omar Chabán, empresario argentino (f. 2014).
- 1955: Angus Young, músico australiano (nacido en Escocia), de la banda AC/DC.
- 1955: Vicente Boluda, empresario y dirigente futbolístico español.
- 1956: Jota Mario Valencia, presentador de televisión colombiano (f. 2019).
- 1956: Víctor Púa, exfutbolista y entrenador uruguayo.
- 1957: Marc McClure, actor estadounidense.
- 1958: Sylvester Groth, actor de cine y tenor alemán.
- 1959: Markus Hediger, poeta y traductor suizo.
- 1959: Ali McMordie, bajista irlandés, de la banda Stiff Little Fingers.
- 1962: Stockton Rush, empresario estadounidense (f. 2023).
- 1963: Fabián Arenillas, actor argentino.
- 1963: Eugenio Curatola, estafador argentino.
- 1963: Magaly Medina, periodista y presentadora de televisión peruana.
- 1964: Oleksandr Turchínov, político ucraniano.
- 1964: Leonardo López Luján, arqueólogo mexicano.
- 1964: Fabiana Ríos, política argentina.
- 1965: Steven T. Seagle, historietista estadounidense.
- 1966: José Luis Di Palma, piloto de automovilismo argentino.
- 1969: Diego Korol, comediante argentino.
- 1969: Nyamko Sabuni, política sueca.
- 1969: Steve Smith, baloncestista estadounidense.
- 1970: Gabriel Markus, tenista argentino.

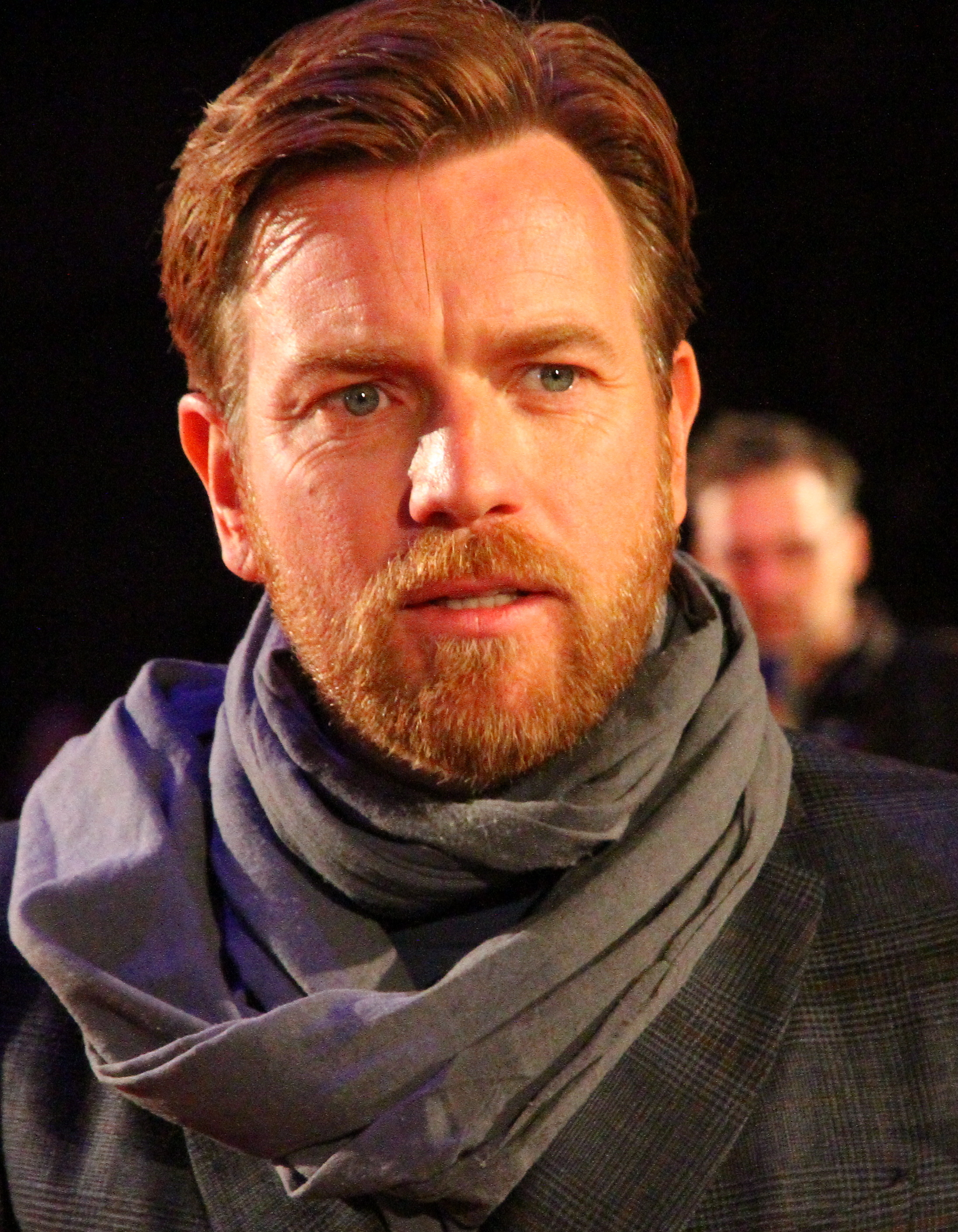
Ewan McGregor

- 1971: Ewan McGregor, actor británico.
- 1972: Alejandro Amenábar, cineasta chileno-español.
- 1972: Facundo Arana, actor argentino.
- 1972: Karla Sofía Gascón, actriz española.
- 1974: Stefan Olsdal, bajista sueco, de la banda Placebo.
- 1974: Tushar Ranganath, cineasta indio (f. 2011).
- 1976: Murad Mirzayev, militar azerí (f. 2016).
- 1977: Pedro López Figueroa, guitarrista chileno, de la banda Sinergia.
- 1977: Jorge Alberti, actor puertorriqueño.
- 1977: Erica Tazel, actriz estadounidense.
- 1978: Tony Yayo, rapero estadounidense.
- 1978: Bibelot Mansur, actriz mexicana.
- 1978: Jérôme Rothen, futbolista francés.
- 1978: Fernando Ávalos, futbolista argentino.
- 1979: Satoshi Sato, futbolista japonés.
- 1979: Omri Afek, futbolista israelí.
- 1980: Maaya Sakamoto, actriz de doblaje y cantante japonesa.
- 1980: Kate Micucci, actriz, comediante y cantante estadounidense.
- 1981: José Luis López Ramírez, futbolista costarricense.
- 1982: Tal Ben Haim, futbolista israelí.
- 1982: Audrey Kawasaki, pintora estadounidense.
- 1982: Chloé Zhao, cineasta china.
- 1984: Eddie Johnson, futbolista estadounidense.
- 1984: Sofía Reca, actriz, cantante y conductora de televisión argentina.
- 1985: Dafne Fernández, actriz y bailarina española.
- 1985: Jessica Szohr, modelo estadounidense.
- 1986: Paulo Machado, futbolista portugués.
- 1986: Mayella Lloclla, actriz de cine y televisión peruana.
- 1987: Georg Listing, bajista alemán, de la banda Tokio Hotel.
- 1987: Humpy Koneru, ajedrecista india.
- 1987: Nordin Amrabat, futbolista neerlandés.
- 1987: Amaury Bischoff, futbolista franco-portugués.
- 1989: Pablo Piatti, futbolista argentino.
- 1991: Ramón Coronel, futbolista paraguayo.
- 1991: Rodney Sneijder, futbolista neerlandés.
- 1992: Christian Mathenia, futbolista alemán.
- 1992: Francisco Carbià Barrera, futbolista español.
- 1993: Jon Iru, futbolista español.
- 1993: Tomáš Holeš, futbolista checo.
- 1994: Donatas Kazlauskas, futbolista lituano.
- 1994: Mads Würtz, ciclista danés.
- 1996: Artem Besyedin, futbolista ucraniano.
- 1996: Sean Bennett, ciclista estadounidense.
- 1996: Gaddi Aguirre, futbolista mexicano.
- 1996: Kendale McCullum, baloncestista estadounidense.
- 1996: Sarray, luchadora profesional japonesa.
- 1996: Riley LaChance, baloncestista estadounidense.
- 1996: Shakur Juiston, baloncestista estadounidense.
- 1996: Chen Xingxu, actor chino.
- 1996: Liza Koshy, youtuber estadounidense.
- 1996: Gaston Camara, futbolista guineano.
- 1996: Armando Méndez, futbolista uruguayo.
- 1996: Juan Pedro Jiménez Melero, futbolista español.
- 1996: Avonte Maddox, jugador de fútbol americano estadounidense.
- 1997: Abdulrahman Ghareeb, futbolista saudí.
- 1997: Mārtiņš Ķigurs, futbolista letón.
- 1997: Scott Kennedy, futbolista canadiense.
- 1997: Kay Smits, balonmanista neerlandés.
- 1997: Mason Peatling, baloncestista australiano.
- 1997: Ciprian Tudosă, remero rumano.
- 1998: Luigi Liguori, futbolista italiano.
- 1998: Toni Segura, futbolista español.
- 1998: Angela Kulikov, tenista estadounidense.
- 1998: Oskar Buur, futbolista danés.
- 1998: Rafael Sangiovani, futbolista argentino.
- 1998: Devonte Wyatt, jugador de fútbol americano estadounidense.
- 1999: Ballou Tabla, futbolista marfileño.
- 1999: Edon Zhegrova, futbolista alemán.
- 1999: Japhet Tanganga, futbolista británico.
- 1999: Shiann Salmon, atleta jamaicana.
- 1999: Nuno Pina, futbolista portugués.
- 1999: Jhon Camacho, futbolista ecuatoriano.
- 1999: Sander Raieste, baloncestista estonio.
- 1999: Santiago Chocobares, rugbista argentino.
- 1999: Tereza Jančová, esquiadora alpina eslovaca.
- 2000: Lars Lukas Mai, futbolista alemán.
- 2000: Asier Córdoba, futbolista español.
- 2000: Ane By Farstad, patinadora noruega.
- 2000: Jairo Thomas, futbolista boliviano.
- 2000: Rait Ärm, ciclista estonio.
- 2000: Alastair Chalmers, atleta británico.
- 2000: Chad Miller, atleta británico.
- 2000: Giulian Biancone, futbolista francés.
- 2001: Kegan Johannes, futbolista sudafricano.
- 2002: Priscilla Delgado, actriz española.
- 2003: Tiago Geralnik, futbolista argentino.
- 2004: Samson Baidoo, futbolista austriaco.
- 2005: Reed Baker-Whiting, futbolista estadounidense.
- 2014: Kids Diana Show, youtuber ucraniana.

## Fallecimientos
- 310: Ōjin, 15.º emperador japonés (n. 200).
- 1340: Iván I, zar ruso (n. 1288).
- 1493: Martín Alonso Pinzón, navegante español (n. 1441).
- 1547: Francisco I, rey francés entre 1515 y 1547 (n. 1494).
- 1567: Felipe I de Hesse, aristócrata alemán, fundador de la Universidad de Marburgo (n. 1504).
- 1621: Felipe III, rey de España (n. 1578).
- 1622: Gonzalo Méndez de Cancio, marino español, gobernador de Florida y alcalde mayor de Castropol (n. circa 1554).
- 1685: Juan Hidalgo, compositor español (n. 1614).
- 1703: Johann Christoph Bach, organista y compositor alemán (n. 1642).
- 1727: Isaac Newton, científico, físico, filósofo, alquimista y matemático británico (n. 1643).
- 1744: Antioj Kantemir, escritor ruso (n. 1708).
- 1797: Olaudah Equiano, escritor africano (n. 1745).
- 1835: Damián de la Santa, político español (n. 1769).
- 1837: John Constable, pintor británico (n. 1776).
- 1839: Genaro Berón de Astrada, militar y político argentino (n. 1801).
- 1850: John C. Calhoun, vicepresidente estadounidense (n. 1782).
- 1853: Andrés Narvarte, político venezolano (n. 1781).
- 1855: Charlotte Brontë, escritora británica (n. 1816).
- 1867: Benjamin B. Wiffen, poeta e hispanista británico (n. 1794).
- 1869: Allan Kardec, seudónimo del pedagogo francés Hippolyte Léon Denizard Rivail (n. 1804).
- 1885: Franz Wilhelm Abt, compositor alemán (n. 1819).
- 1888: Jean-Marie Guyau, filósofo y poeta anarquista francés (n. 1854).
- 1897: Sóstenes Rocha, militar y periodista mexicano (n. 1831).
- 1906: Felipe Checa, pintor español (n. 1844).
- 1908: Francisco Alió, compositor español (n. 1862).
- 1913: J. P. Morgan, financiero estadounidense (n. 1837).
- 1916: Julio F. Sarría, político y militar venezolano (n. 1841).
- 1917: Emil Adolf von Behring, bacteriólogo alemán, premio nobel de medicina en 1901 (n. 1854).
- 1927: Vicente March, pintor español (n. 1859).
- 1933: Baltasar Brum, político y expresidente uruguayo (n. 1883).
- 1944: Misha Hillesum, precoz pianista judío neerlandés, hermano de la escritora Etty Hillesum (1914-1943); gaseados en Auschwitz (n. 1920).
- 1944: Mineichi Koga, almirante japonés (n. 1885).
- 1944: Trofim Tanaschishin, militar soviético (n. 1903).
- 1945: Francisco G. Sada, empresario e industrial mexicano (n. 1856).
- 1945: Hans Fischer, químico y médico alemán, premio nobel de química en 1930 (n. 1881).
- 1948: Egon Erwin Kisch, periodista y reportero checo (n. 1885).
- 1958: Blanche Mehaffey, actriz estadounidense (n. 1907).
- 1967: Rodión Malinovski, militar soviético (n. 1898).
- 1970: Juan Quiñones, futbolista chileno, fundador de Colo-Colo (n. 1899).
- 1970: Semión Timoshenko, militar soviético (n. 1895).
- 1972: Ramón Iglesias y Navarri, obispo español (n. 1889).
- 1975: Rodolfo Gil Benumeya, escritor español (n. 1901).
- 1976: Paul Strand, fotógrafo estadounidense (n. 1890).
- 1978: Charles Best, médico canadiense (n. 1899).
- 1980: Vladimír Holan, poeta checo (n. 1905).
- 1980: Jesse Owens, atleta estadounidense (n. 1913).
- 1984: Hedy Crilla, actriz argentina (n. 1898).

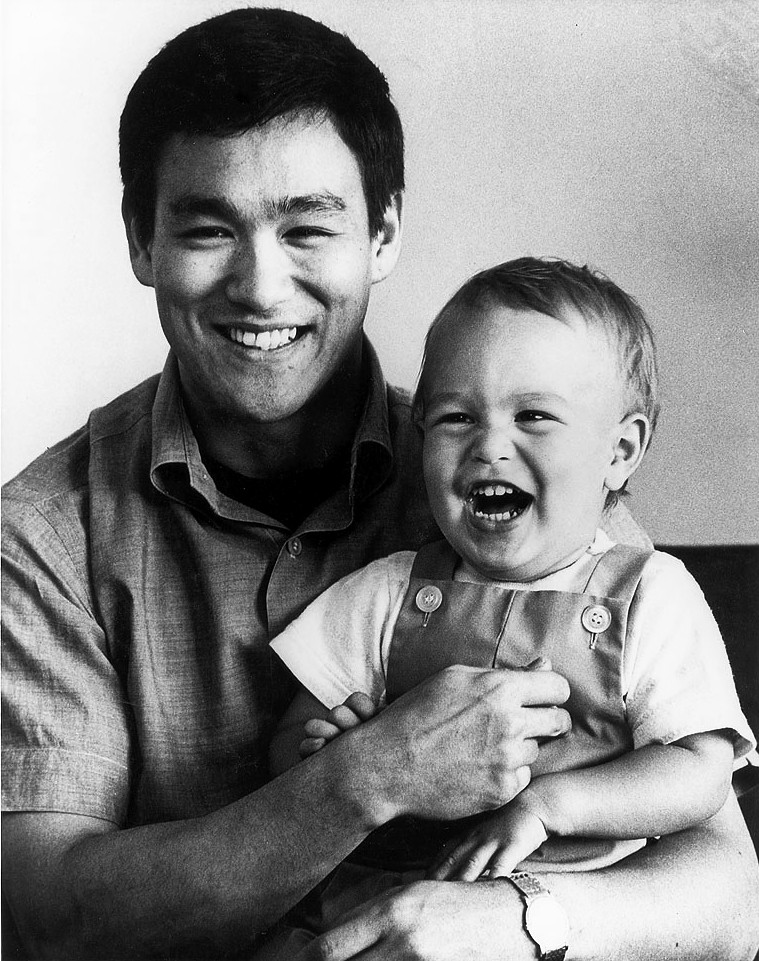
Brandon Lee, con su padre Bruce.

- 1984: Ronald Clark O'Bryan The Candyman, asesino estadounidense (n. 1944).
- 1986: O'Kelly Isley Jr., cantante de soul estadounidense (n. 1937).
- 1991: Consuelo Frank, actriz mexicana (n. 1912).
- 1992: Alfredo De Angelis, director de orquesta y pianista argentino (n. 1912).
- 1993: Brandon Lee, actor estadounidense (n. 1965).
- 1993: Nicanor Zabaleta, músico español (n. 1907).
- 1994: Léon Degrelle, político belga, fundador del movimiento conservador Christus Rex (n. 1906).
- 1994: José Escobar Saliente, dibujante español, autor de Zipi y Zape y de Carpanta (n. 1908).
- 1994: Eugenio Giner, historietista español (n. 1924).
- 1995: Selena, cantante mexicano-estadounidense (n. 1971).
- 1996: Dario Bellezza, poeta, escritor y autor teatral italiano (n. 1944).
- 2001: Diego García, maratonista español (n. 1961).
- 2001: Clifford Glenwood Shull, físico estadounidense, premio nobel de física en 1994 (n. 1915).
- 2003: Harold Scott MacDonald Coxeter, geómetra británico (n. 1907).
- 2003: Anne Gwynne, actriz estadounidense (n. 1918).
- 2003: Tommy Seebach, cantante, compositor, tecladista, pianista y productor danés (n. 1949).
- 2003: Eduardo Úrculo, pintor y escultor español (n. 1938).
- 2003: Fermín Vélez, piloto español de automovilismo (n. 1959).
- 2003: Eugene Wall, ingeniero químico, documentalista e informatólogo estadounidense (n. 1922).
- 2005: Terri Schiavo, mujer estadounidense en estado vegetativo irreversible que abrió debates sobre eutanasia, bioética, tutela legal, federalismo y los derechos civiles en su país (n. 1963).
- 2007: Paul Watzlawick, psicólogo, teórico de la comunicación y filósofo estadounidense (n. 1921).
- 2008: Jules Dassin, cineasta estadounidense (n. 1911).
- 2009: Raúl Alfonsín, abogado y político argentino, presidente entre 1983 y 1989 (n. 1927).
- 2009: Joan Bernet Toledano, historietista español (n. 1924).
- 2010: Shirley Mills, actriz estadounidense (n. 1926).
- 2012: Omar Calabrese, semiólogo italiano (n. 1949).
- 2012: Dale R. Corson, físico estadounidense (n. 1914).
- 2014: Gonzalo Anes, economista e historiador español (n. 1931).
- 2014: Frankie Knuckles, músico estadounidense (n. 1955).
- 2015: Carlos Gaviria Díaz, fue un abogado, profesor universitario, magistrado y político colombiano. (n. 1937).
- 2016: Imre Kertész, escritor húngaro (n. 1929).
- 2016: Zaha Hadid, arquitecta británica de origen iraquí (n. 1950).
- 2016: Georges Cottier, cardenal suizo (n. 1922).
- 2016: Hans-Dietrich Genscher, político y diplomático alemán (n. 1927).
- 2017: Gilbert Baker, activista y diseñador estadounidense (n. 1951).
- 2019: Peter Coleman, escritor y político australiano (n. 1928).
- 2019: Nipsey Hussle, rapero estadounidense (n. 1985).
- 2020: James Stuart Gordon, empresario político británico (n. 1936).
- 2020: Rafael Berrio, compositor, músico y cantante español (n. 1963).
- 2020: Wallace Roney, trompetista estadounidense de jazz (n. 1960).
- 2020: Cristina, cantante y escritora estadounidense (n. 1959).
- 2021: Kamal Ganzuri, economista y político egipcio (n. 1933).
- 2023: Hristo Jivkov, actor búlgaro (n. 1975).

## Celebraciones
- Día Mundial contra el Cáncer de Colon.[1]

- Día Mundial de la Copia de Seguridad.[2]

- Día Mundial de las Lipodistrofias.

- Día Internacional de la Visibilidad Trans.[3]

 Por países
(Por orden alfabético)
- Argentina
  - Día Nacional del Agua.[4]
Fecha establecida en 1972 para destacar la importancia de este recurso vital y realizar actividades de concientización en su uso sostenible.
  - Día Nacional del Comportamiento Humano.[5]
Instituido en 1992 a través de la Resolución Ministerial N.º 1729 en homenaje al fallecimiento de Don Francisco Rizzuto, destacado luchador en favor de la solidaridad social así como la buena educación y buenas costumbres.

- Cuba
  - Día el Libro Cubano.[6]
Instituido en 1981 este día como homenaje a la creación de la Imprenta Nacional de Cuba en 1959 (hace 66 años).

- Estados Unidos
  - Día de César Chávez.
Es un día feriado en algunos estados de los Estados Unidos. Conmemora todos los años el 31 de marzo el nacimiento y el legado del activista de los derechos civiles y del movimiento obrero César Chávez. En 2014 fue proclamado como festivo a nivel federal por el presidente Barack Obama.[7]

- Francia
  - Día de la Torre Eiffel.
Esta fecha conmemora la inauguración de la torre, que tuvo lugar un día como hoy en 1889 (hace 136 años). Fue diseñada por el ingeniero francés Gustave Eiffel. Con motivo de la Exposición Universal de 1889, fecha que marcaba el centenario de la Revolución Francesa, se publicó un gran concurso en 1886. Las primeras excavaciones se realizaron el día 26 de enero de 1887. El día 31 de marzo de 1889 finalizó la construcción de la torre en un tiempo récord (2 años, 2 meses y 5 días), lo cual se consideró una auténtica hazaña técnica.

- Guatemala:
  - Día Nacional de las Víctimas de la Violencia.
Se celebra el 31 de marzo de cada año. Esta fecha fue establecida por el Decreto 61-2002 del Congreso de la República, el 9 de octubre de 2002.
En Guatemala también se conmemora el Día Nacional de la Dignidad de las Víctimas del Conflicto Armado Interno, el 25 de febrero de cada año.

- Malta:
  - Día de la Libertad.

- México:
  - Día del Taco.[8]
Festividad que se celebra desde el 2007 para promover el consumo de tacos. Un taco es un alimento popular originario de México que consiste en una tortilla, normalmente de maíz, la cual se rellena de multitud de ingredientes y diferentes salsas. Es uno de los platillos más representativos de México, con más de 200 variedades.
  - Día del Psiquiatra.

### Santoral católico

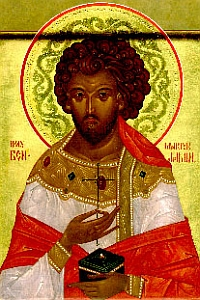
Benjamín de Persia.

- Celebración del día: San Amós, profeta.[9]

- San Benjamín de Argol, diácono (f. c. 420).[9](imagen ilustrativa).
- Santa Balbina de Roma (f. c. 595).[9]
- San Agilolfo de Colonia, obispo (f. c. 751).[9]
- San Guido de Pomposa, abad (f. 1046).[9]
- Beata Juana de Toulouse, virgen (siglo XV).[9]
- Beato Buenaventura Tornielli, presbítero (f. 1491).[9]
- Beato Cristóbal Robinson, presbítero y mártir (f. 1597).
- Beata Natalia Tulasiewicz, mártir (1945).[9]

- Iglesia ortodoxa: San Acacio.